# Prunus subg. Prunus
Prunus subg. Prunus is een ondergeslacht van het geslacht Prunus. Dit ondergeslacht omvat enkele soorten die vooral om de vruchten worden gekweekt, zoals amandel, abrikoos, perzik en pruim, alsook een aantal soorten die als sierboom hun weg naar tuinen en parken hebben gevonden. Ook de dwergkersen worden in dit ondergeslacht geplaatst.

## Kenmerken
De meeste soorten in dit ondergeslacht hebben zoete vruchten en slaan grote hoeveelheden energie op in de vorm van suiker. 

## Classificatie
Op basis van de resultaten uit moleculair fylogenetisch onderzoek deden Shuo Shi et al. (2013) een voorstel voor een nieuwe onderverdeling van het geslacht Prunus waarbij de soorten die voorheen de ondergeslachten Amygdalus en Emplectocladus vormden, nu als secties in dit ondergeslacht worden geplaatst. Ook een aantal amandel- en perziksoorten heeft op basis van dit onderzoek een plek in een andere sectie gekregen.

## Secties
- sect. Amygdalus – meeste amandelsoorten van de Oude Wereld
- sect. Armeniaca – abrikozen van Eurazië
- sect. Emplectocladus – zes amandelsoorten van de Nieuwe Wereld
- sect. Microcerasus – dwergkersen, heesterkersen of struikkersen
- sect. Prunocerasus – Amerikaanse pruimen en andere pruimen van de Nieuwe Wereld
- sect. Prunus – pruimen van de Oude Wereld
- sect. Persicae – perziken en een aantal amandelen van de Oude Wereld

... · 
P. armeniaca (Abrikoos) · 
P. avium (Zoete kers) · 
P. cerasifera (Kerspruim) · 
P. cerasus (Zure kers) · 
P. domestica (Pruim) · 
P. dulcis (Amandelboom) ·
P. incisa (Fujikers) · 
P. insititia (Kroosje) · 
P. itosakura · 
P. laurocerasus (Laurierkers) · 
P. maackii · 
P. mahaleb (Weichselboom) · 
P. mume (Japanse abrikoos) · 
P. padus (Gewone vogelkers) · 
P. persica (Perzik) · 
P. salicina × armeniaca (Pluot) · 
P. serrulata (Japanse sierkers) · 
P. serotina (Amerikaanse vogelkers) · 
P. sibirica · 
P. spinosa (Sleedoorn) · 
P. ×syriaca (Mirabel) · 
P. ×yedoensis  · 
...